# Miguel Lluch
Miguel Lluch Suñé (* 23. Oktober 1922 in Sète, Frankreich; † 19. Mai 2016 in Alicante) war ein spanischer Regisseur.

## Leben
Der Katalane Lluch begann seine Arbeit im Filmgeschäft als Ausstatter und wirkte durch seine Bekanntschaft mit Ignacio F. Iquino an etlichen von dessen Filmen als künstlerischer Leiter mit. Schließlich bekam er die Gelegenheit, selbst Filme zu inszenieren.
Von 1975 bis 1986 realisierte Miguel Lluch als Regisseur bei Radiotelevisión Española zwei TV-Serien.

## Filmografie (Auswahl)
- 1953: La montaña sin ley
- 1962: Fallen für Fra Diavolo (I tromboni di Fra Diavolo)
- 1965: Zadar-Khan, der Wüstenrebell (La magnifica sfida)